# Preta Rara
Joyce da Silva Fernandes (Santos, 13 de maio de 1985), conhecida pelo nome artístico Preta-Rara, é uma rapper, professora, historiadora, feminista e ativista brasileira.
Destacou-se na luta contra a subalternização das empregadas domésticas, com foco na sua posição racializada. Em 2016, criou a página de Facebook intitulada Eu, empregada doméstica, onde partilhava relatos de abuso. A página deu origem a um livro em 2019, com o subtítulo "a senzala moderna é o quartinho da empregada". O seu trabalho contra o preconceito alarga-se também a questões de corpo, sendo uma ativista contra a discriminação de mulheres gordas.

## Biografia
O pai, Jairo, é carteiro. A mãe, Helena, era empregada doméstica; tem duas irmãs e um irmão adoptivo, sendo a mais velha de todos.
Sua primeira experiência como cantora foi com apenas 10 anos, quando a mãe a obrigou a frequentar a igreja. Começou a fazer rimas aos 12 anos.
Em entrevista ao Museu da Pessoa, intitulada “Preta Rara além da dor”, relatou sua primeira experiência de trabalho. Aos 13 anos, começou a vender, juntamente com sua mãe, marmitas na praia e produtos de limpeza nas ruas de Santos. Aos 18 anos, frente à necessidade de se tornar independente e ter sua própria renda, aceitou seu primeiro emprego como doméstica.
Joyce Fernandes trabalhou sete anos como empregada doméstica, tal como as duas gerações anteriores na sua família. Em 2008, depois de ter sido apanhada a ler uma biografia de Olga Benário, foi encorajada pela empregadora a matricular-se na faculdade.
Entrou na Universidade Católica de Santos em 2009, onde completou estudos em História. Pouco tempo depois, conseguiu um estágio e ficou a trabalhar no Monumento Nacional Engenho dos Erasmos.
Tornou-se professora de história e deu aulas a adolescentes durante sete anos.

## Percurso
Joyce Fernandes adoptou o alter-ego de Preta Rara, em 2005, quando tinha 20 anos, quando criou um dos primeiros grupos de rap femininos em Santos, o Tarja Preta.
Abriu vários espectáculos de grupos de rap ao nível nacional e ganhou vários prémios em São Paulo. O grupo terminou as suas actividades em Outubro de 2013.
Em 2013, lançou a marca de acessórios "Audácia Afro Moda".
Em 2015, lançou o seu primeiro álbum a solo, Audácia, de forma independente. O álbum aborda as temáticas habituais na obra de Joyce Fernandes, nomeadamente o racismo e a subalternização da condição a que as mulheres negras estão destinadas na sociedade brasileira.O álbum foi feito em forma de rimas e poesias, contando a trajectória de vida da cantora e toda sua militância nos movimentos sociais, e no qual contou com participações especiais de GOG, Ieda Hills, DJ Caíque e DjDanDan.
Em 2016, criou a página "Eu Empregada Doméstica" na rede social Facebook, partilhando situações de abuso a que tinha sido sujeita enquanto empregada doméstica. A iniciativa despoletou denúncias de milhares de mulheres em situações semelhantes e tornou-se viral, captando a atenção da mídia brasileira e internacional.
Foi neste mesmo ano que deixou o cargo de professora e se mudou para São Paulo para se dedicar à música. Em sua entrevista para o Museu da Pessoa, contou os desafios enfrentados neste período e os projetos nos quais continuou envolvida depois dessa grande mudança em sua trajetória:
Você sair dessa estabilidade pra viver de arte, num país como esse, que você não sabe como vai ser, se vai dar certo, como é que vai... Mas aí, graças a Jah, aos orixás, deu tudo certo, e eu também tenho um grande leque de trabalhos. (...) Eu faço oficina de turbantes; faço oficinas de rimas para as escolas, utilizando o hip hop como ferramenta pedagógica para os professores e como ferramenta de ensino para os alunos. Dou consultoria pra empresas, sobre essa questão da igualdade racial. Então, é um combo de coisas que me fez ter essa garantia que eu tenho hoje.— Preta Rara Em entrevista ao Museu da Pessoa
Em 2017, criou o Guia de Direitos das Trabalhadoras Domésticas em colaboração com o Observatório dos Direitos e Cidadania da Mulher e o coletivo feminista Como uma Deusa.
Neste mesmo ano de 2017, idealizou e apresentou a websérie “Nossa Voz Ecoa”, disponível no YouTube, entrevistando grandes personalidades como Criolo, Érica Malunguinho, Liniker, entre outros. Esta websérie foi contemplada no Proac Cultura Negra / 2016.
“A senzala moderna é o quartinho da empregada” – é com essa analogia e subtítulo que Preta-Rara lança em 2019 o seu primeiro livro intitulado “Eu, Empregada Doméstica" (Edições Letramento), três anos após o aparecimento da sua página no Facebook, com o mesmo nome, onde ela recebe e publica relatos de inúmeras trabalhadoras domésticas. A obra foi lançada durante a Festa Literária das Periferias (FLUP), no Rio de Janeiro. O livro garantiu-lhe atenção na mídia internacional, nomeadamente na revista M do jornal francês Le Monde, bem como no New York Times.
Em 2020 estreou como apresentadora no programa Talk Five, transmitido no GloboPlay, da Rede Globo.

## Obras
- Eu, empregada doméstica: a senzala moderna é o quartinho da empregada. Letramento, 2019. ISBN: 8595302898 / ISBN13: 9788595302891[15]

## Reconhecimentos e prêmios
- Em 2018, foi indicada para a Medalha Mietta Santiago (Medalha de Ouro) pela deputada federal Ana Perugini - a condecoração visa valorizar iniciativas relacionadas aos direitos das mulheres.[16][9][17]
- Em 2019 recebeu o prêmio Beth Lobo de Direitos Humanos das Mulheres pela Comissão de Defesa dos Direitos da Pessoa Humana, da Cidadania, da Participação e das Questões Sociais, da Assembleia Legislativa do Estado de São Paulo.[18]